# 十二月男孩
《十二月男孩》是一部2007年的澳大利亞電影，由Rod Hardy執導，Marc Rosenberg編劇，、主演，電影改編自1963年Michael Noonan的同名小說。電影于2007年9月14日在美國和英國公映，9月20日在澳大利亞公映。

## 外部連結
- 開眼電影網上《12月的男孩》的資料（繁體中文）
- 豆瓣电影上《十二月男孩》的資料 （简体中文）
- 时光网上《十二月男孩》的資料（简体中文）
- AllMovie上的资料（英文）
- 爛番茄上的資料（英文）
- Box Office Mojo上的資料（英文）
- TCM电影资料库上的资料（英文）
- Metacritic上的資料（英文）
- 互联网电影数据库（IMDb）上的资料（英文）